# Mai 1997
Acest articol este generat integral pe baza informațiilor din articolul 1997 și este actualizat periodic de un robot.
 Editările făcute în articol vor fi șterse la următoarea actualizare! Dacă doriți să faceți modificări, editați articolul-sursă.

ianuarie -
februarie -
martie -
aprilie -
mai -
iunie -
iulie -
august -
septembrie -
octombrie -
noiembrie -
decembrie
Mai 1997 a fost a cincea lună a anului și a început într-o zi de joi.

## Evenimente
- 1 mai: Partidul Laburist obține cea mai mare victorie din ultimii 150 de ani în scrutinul legislativ de la 1 mai 1997, ajungând la putere pentru prima oară după 1979. Tony Blair este învestit oficial de către Regina Elisabeta a II–a cu formarea guvernului.
- 3 mai: După îndelungi discuții, România semnează la Kiev Tratatul de bună vecinătate cu Ucraina.
- 3 mai: Katrina and the Waves câștigă Eurovision 1997 pentru Marea Britanie cu piesa Love Shine A Light.
- 10 mai: Papa Ioan Paul al II-lea vizitează Libanul.
- 11 mai: Computerul IBM Deep Blue îl învinge pe Garry Kasparov. Este prima dată când un calculator învinge un campion mondial la șah.
- 12-13 mai: Președintele Băncii Mondiale face o vizită în România, primă vizită a unui președinte al Băncii Mondiale după 1977. La sfârșitul vizitei, Wolfensohn declară că apreciază „enormul progres realizat în ultimele cinci luni pe calea reformelor” și că Banca Mondială va acorda României împrumuturi de 805 milioane de dolari în loc de 500 de milioane cum anticipase guvernul.[1]
- 16 mai: Președintele Republicii Democrate Congo, Mobutu Sese Seko, este exilat din Zair.
- 23 mai: Guvernul Ciorbea modifică prin Ordonanță de Urgență Legea administrației publice locale. Noutatea, contestată de opoziție, constă în dreptul minorităților de a folosi și limba maternă în administrația publică locală unde minoritarii totalizează cel puțin 20% din populație.[1]
- 25-27 mai: Vizita oficială a președintelui Ungariei Árpád Göncz în România, prima după 25 de ani de când un președinte al Ungariei vizitează România.
- 26 mai: Parlamentul votează cu 381 voturi pentru și 11 împotrivă noul director al SRI, în persoana deputatului PNL, Costin Georgescu.

## Nașteri
- 7 mai: Daria Kasatkina, jucătoare de tenis rusă
- 9 mai: Alexandru Radu, fotbalist român
- 9 mai: Patrick Petre, fotbalist român
- 10 mai: Richarlison, fotbalist brazilian
- 12 mai: Frenkie de Jong, fotbalist olandez
- 14 mai: Rúben Dias, fotbalist portughez
- 15 mai: Ousmane Dembélé, fotbalist francez
- 15 mai: Dario Ivanovski, atlet macedonean
- 17 mai: Tommy Paul, jucător de tenis american
- 18 mai: Alejandro Rejón Huchin, poet mexican
- 24 mai: Theodor Botă, fotbalist român
- 26 mai: Shunta Tanaka, fotbalist japonez
- 26 mai: Andrei Toader, aruncător de greutate român
- 27 mai: Anna Bondár, jucătoare de tenis maghiară
- 28 mai: Ionuț Andrei Radu, fotbalist român (portar)

## Decese
Louis, Prinț Napoléon (n. Louis Jérôme Victor Emmanuel Léopold Marie), 83 ani (n. 1914)
Puiu Călinescu (n. Alexandru Călinescu), 76 ani, actor român de comedie (n. 1920)
Giuseppe De Santis, 80 ani, regizor de film italian (n. 1917)
Alfred Day Hershey, 88 ani, chimist american (n. 1908)
Cezar Baltag, 57 ani, poet român (n. 1939)
Jeff Scott Buckley, 30 ani, cântăreț, chitarist și compozitor american (n. 1966)